# Ceutorhynchus viridanus
Ceutorhynchus viridanus är en skalbaggsart som beskrevs av Leonard Gyllenhaal 1837. Ceutorhynchus viridanus ingår i släktet Ceutorhynchus, och familjen vivlar. Arten har ej påträffats i Sverige.